# Dyreret
|  | Denne artikel omhandler dyrs rettigheder. For dyrevelfærd, se dyrevelfærd. |
Dyreret eller dyrs rettigheder er en filosofisk ide. Dyrebefrielsesbevægelsen kæmper mod, at dyr bliver betragtet som menneskers ejendom. Bevægelsen er en radikal social bevægelse, der ikke kun sigter mod at skaffe bedre forhold for dyr, men også at indlemme andre arter end mennesket i det moralske fællesskab ved at give deres grundlæggende interesser samme vægt som menneskers. Påstanden er, at dyr hverken juridisk eller etisk bør betragtes som menneskers ejendom eller behandles som ressourcer for menneskelige formål.
Inden for dyreretsfilosoffernes egne rækker findes der forskellige tilgange til filosofien. Nogle kæmper ud fra et utilitaristisk synspunkt, mens andre støtter ideen om dyrs rettigheder ud fra et abolitionistisk.
Kritikere af dyrerettigheder indvender, at dyr hverken er bevidste, formår at indgå i en social kontrakt eller foretager moralske valg. Derfor kan de ikke kan besidde rettigheder, og det er ikke er forkert at bruge dem som mad, til fornøjelse og i forskningsøjemed, selv om mennesker kan have pligt til at sørge for, at de ikke lider unødvendigt. Dette synspunkt kaldes generelt dyrevelfærdssynspunktet og fastholdes af nogle af verdens ældste dyrebeskyttelsesorganisationer.

## Filosofi
Dyreret er et begreb, som påstår, at dyr har grundlæggende rettigheder, som retten til deres eget liv. Og at de grundlæggende dyrerettigheder bør reflekteres af loven. Dyreretsforkæmpere afviser tanken om, at dyr blot er ting eller ejendom, som udelukkende skal gavne mennesker. Det må ikke forveksles med dyrevelfærd, som kun anerkender, at dyrs interesser skal vægtes, men uden at tilskrive dem specifikke rettigheder.
Dyreret betyder ikke, at mennesker og dyr skal behandles ens i alle henseender, fordi en række menneskelige samfundsforhold ikke er en del af dyrenes verden og altså ikke er noget, de kan have interesser i. Nogle filosoffer skelner også mellem dyr, som er selvbevidste, og dem, der "blot" har bevidsthed og er modtagelige for sanseindtryk. De taler for, at kun selvbevidste dyr, eller endda kun dyr som har en betydelig grad af selvopfattelse, bør tildeles retten til deres eget liv. Tilhængere af dyreret mener, at enhver, som gør dyr til en "vare", som bruges til mad, underholdning, kosmetik, tøj, dyreforsøg eller noget andet, krænker dyrs ret til en tilværelse.
I slutningen af 1960'erne og først i 1970'erne demonstrerede Martin E.P. Seligman, at hunde, som gentagne gange bliver udsat for elektrochok, opfører sig næsten som deprimerede mennesker. Han skrev:
| Citat                                                                      | Så der er betydelige paralleller mellem opførsel som definerer tillært hjælpeløshed og større symptomer på depression. Hjælpeløse dyr bliver passive når de står overfor senere traumer; de gør ikke forsøg på at kontrollere traumerne og udstrækningen af deres reaktion bliver sænket . Deprimerede patienter er kendetegnet ved reducerede reaktioner; deres adfærdsmæssige repertoire er udpint og i alvorlige tilfælde næsten bedøvet. Det gavner ikke hjælpeløse dyr at blive udsat for oplevelser hvorved reaktion nu giver lettelse; de vender i stedet ofte tilbage til passivt at acceptere chok. Deprimerede patienter har stærke negative forventninger om effekten af deres egne reaktioner. De opfatter endda vellykkede handlinger som værende fejlet, og undervurderer deres egne præstationer. Derudover peger meget på at både tillært hjælpeløshed og depression spreder sig med tiden, associeres med vægttab og anoreksi eller tab af libido og udtømmelse af noradrenalin. Slutteligt er det ikke blot tilfældigt at vi har brugt ordet "hjælpeløshed" til at beskrive vore laboratoriehundes adfærd. Dyr som ligger ned i traumatisk chok som kunne fjernes blot ved at hoppe over på den anden side, og som ikke er i stand til at gøre forsøg på at undslippe bliver set som hjælpeløse. Herudover bør vi ikke glemme at deprimerede patienter ofte beskriver sig selv som hjælpeløse, håbløse og magtesløse. | Citat |
| --Martin E.P. Seligman i The Psychology of Depression: Contemporary Theory | |       |

I modsætning hertil har dyr som vandmænd simple nervesystemer og reflekser, men er ude af stand til at få deres handlinger til at give mening, eller forfølge nogen former for mål, og er på samme måde ude af stand til at bemærke, om de er i fangenskab eller ej. Men sindets biologi er næsten en stor sort boks, og enhver form for påstande om eksistensen af, eller mangelen på, bevidsthed hos andre dyr baseret på deres psykologi, er spekulative. 
Debatten om dyreetik vanskeliggøres som andre moralske debatter af besværet med at skabe klare kriterier om moral og politik. Det normale menneske/ikke-menneske forhold har dybe rødder i forhistorisk tid og traditioner, mens argumenter for dyrs rettigheder vanskeliggøres på grund af menneskets manglende evne til at forstå de givne dyrs subjektive tilstand.
Modstandere af dyrs rettigheder har fremhævet forskelle mellem mennesker og dyr, som de mener kan retfærdiggøre tildelingen af rettigheder til førstnævnte, men ikke til sidstnævnte. Der er blevet fremhævet, at definitionen af mennesket, deriblandt at det besidder en sjæl, har evnen til at bruge et sprog, har selvbevidsthed, et højt intelligensniveau og evnen til at opfatte andres rettigheder og interesser. Modargumentet lyder, at sådanne kriterier muligvis kan gælde for nogle mennesker, men ikke alle, eller for alle mennesker, men også for nogle dyr.
Andre modstandere af dyrs rettigheder har fremhævet dobbeltmoralen i, at tilhængere af dyreret mener, at dyr bør beskyttes mod mennesker, men ikke mod andre dyr. Baronesse Mary Warnock skrev i sin bog An Intelligent Person's Guide to Ethics:
| Citat                                                | Må de [dyrene] jages? Svaret er nej, ikke af mennesker; men deres rettigheder krænkes angiveligt ikke, hvis de jages af andre dyr end mennesket. Og det er her de rigtige besværligheder begynder. Hvis alle dyr havde en ret til frihed til at leve deres liv uden at blive forulempet, så skulle nogen blive nødt til at beskytte dem fra hinanden. Men dette er absurd... | Citat |
| Mary Warnock om dyrs rettigheder over for andre dyr. | |       |

### Dyreret og dyrevelfærd
Tanken om dyreret forveksles ofte med dyrevelfærd. Der er forskelle på de to begreber. Dyreretsforkæmpere mener filosofisk set, at dyr har rettigheder, som ikke bør krænkes. Mens dyrevelfærdsorganisationer mener, at dyrs levevilkår skal forbedres, uden at tage stilling til rettighedsbegrebet. Fx kæmper fortalere for dyrevelfærd for forbedrede forhold for dyr i dyretransporter og i industrialiserede landbrug, mens dyreretsfortalere kæmper for en fuldstændig afskaffelse af kommercielt dyrehold, da en af de basale rettigheder, som dyr ifølge dyreretsorganisationer bør have, er retten til sit eget liv – en ret som ikke bliver tilgodeset, hvis dyret vokser op som en del af et kommercielt dyrehold.

### Forskellige tilgange til dyreret
Peter Singer og Tom Regan er de bedst kendte fortalere for dyrs frigørelse, selv om de har hver deres filosofiske fremgangsmåde. En tredje vigtig tænker er Gary Francione, som repræsenterer det abolitionistiske syn: dyr bør lige som mennesker have den grundlæggende rettighed ikke at blive behandlet som menneskers ejendom.

#### Utilitaristisk tilgang
Selvom Singer siges at være den ideologiske grundlægger af nutidens dyrebefrielsesbevægelse, er hans tilgang til et dyrs moralske status ikke baseret på begrebet om rettigheder, men på utilitaristiske principper. Hans bog Animal Liberation fra 1975 talte for, at det afgørende for at tage hensyn til andre mennesker ikke begrundes i deres intelligens (idet der stadig skal tages hensyn til fx børn og mentalt handicappede), i deres evne til at handle moralsk (igen børn eller sindssyge), eller af nogen anden egenskab, som ifølge sin natur er menneskelig, men snarere på grundlag af deres evne til at opleve lidelse. Han argumenterer for, at hvis det at kunne opleve lidelse er afgørende for at tage hensyn til andre og dyr også kan opleve lidelse, vil det at ekskludere dem fra sådanne hensyn være en form for diskriminering, som han benævner "speciesisme."
Singer bruger specielt et argument, som han kalder "argumentet fra grænsetilfælde": Hvis vi giver rettigheder til mennesker baseret på nogle egenskaber, de besidder, så kan vi ikke argumentere for, at mennesker som mangler den egenskab bør have rettigheder. Sådan en egenskab kan være evnen til at indgå en social kontrakt eller rationalitet. Men et spædbarn født med en defekt, så det aldrig vil opnå de egenskaber (og fx aldrig blive mere intelligent end en hund), ønsker vi stadig at give rettigheder. Men så kan vi ikke tildele rettigheder til barnet alene (og ikke hunden) uden at det er speciesisme. Singer mener, at måden hvorpå mennesker bruger dyr ikke er retfærdig, fordi fordelene for menneskene er forsvindende små i forhold til mængden af dyrs lidelse, og fordi han mener at de samme fordele kan opnås på andre måder, som ikke involverer den samme grad af lidelse.
En større debat i flere dele mellem Singer og den amerikanske dommer Richard Posner om Animal Liberation kan læses online. I debatten argumenterer Posner for, at i stedet for at basere sin filosofi på ideen om at hensyntagen til smerte fordi alle dyr er lige, fortæller hans moralske intuition ham, at mennesker foretrækker deres egen art. Hvis en hund truede et spædbarn, og det for at få hunden til at stoppe ville kræve, at man påførte hunden mere smerte, end hunden ville have forårsaget hos spædbarnet, ville vi, menneskene, alligevel skåne spædbarnet. Det ville være "uhyrligt at skåne hunden."
Singer udfordrede Posners moralske intuition med etiske argumenter om, at de tidligere ulige rettigheder for homoseksuelle, kvinder og andre racer også blev retfærdiggjort ved brug af moralsk intuition. Posner svarede, at lighed i borgerrettigheder ikke opnåedes af etiske grunde, men på grund af fakta, som indikerede, at der ikke var nogen betydelig forskel mellem mennesker af forskellig race, køn eller seksuel orientering, som ville kunne retfærdiggøre ulighed. Hvis og når der fremkommer lignende fakta om forskellene mellem mennesker og dyr, vil de forskelle i rettigheder også forsvinde. Men lighed vil drives af fakta og ikke af etiske argumenter, som går mod det moralske instinkt. Posner kalder sin egen fremgangsmåde for "blødt utilitaristisk" i modsætning til Singers "hårdt utilitaristiske", hvori begreberne "hård" og "blød" henviser til den styrke, de etiske argumenters logik har til at overvinde den moralske intuition. Posner konkluderer sine filosofiske argumenter med:
| Citat                                         | Det "bløde" utilitaristiske standpunkt vedrørende dyrs rettigheder er en moralsk intuition som mange, muligvis de fleste, amerikanere har. Vi erkender, at dyr føler smerte, og vi synes at det er forkert at påføre smerte uden grund. Der tilføjes intet af praktisk værdi ved at klæde denne intuition om i filosofiens sprog; meget går tabt, når intuitionen gøres til en fase i et logisk argument. Hvis godhed mod dyr ophøjes til en pligt til at vægte menneskers og dyrs smerter ligeligt, åbner det bizarre udsigter til omskabelse af samfundet. | Citat |
| --Richard Posner i sin debat med Peter Singer | |       |

Posner er blevet kritiseret for at drage den naturalistiske fejlslutning, når han med argumentet at størstedelen af Amerikas befolkning deler hans intuitionistiske måde at tænke på slutter, at det også bør være sådan. Kritikere af etisk intuitionisme har indvendt, at størstedelen af intuitionen ikke indeholder andet, end hvad vores historie og opdragelse har lært os om, hvordan vi altid har handlet.

#### Rettighedsbaseret tilgang
Tom Regan (The Case for Animal Rights og Empty Cages) argumenterer for, at ikke-menneskelige dyr har rettigheder ligesom mennesker. Han mener, at eftersom menneskers rettigheder er baseret på besiddelsen af bestemte, kognitive evner, og eftersom i det mindste nogle ikke-menneskelige dyr også besidder disse evner, bør sådanne dyr have de samme rettigheder som mennesker. Selv om kun almindelige mennesker kan handle moralsk, skal både mennesker, der er "grænsetilfælde", og mindst nogle ikke-mennesker have status som moralske "patienter".
Dyr, som falder i denne gruppe, har "naturlig værdi" som individer og må ikke betragtes som et middel til at nå et mål. Ifølge Regan bør vi afskaffe avl af dyr til brug som mad, dyreforsøg og kommerciel jagt. Regans teori omfatter ikke alle sansende dyr, men kun dem, som kan vurderes at være subjekter for deres eget liv. Han mener, at alle normale pattedyr, som er mindst et år gamle, ville passe ind i denne vurdering.
Der er dog visse argumenter imod Regans rettighedsbaserede fremgangsmåde: Hvis vi skal beskytte dyr ved at give dem rettigheder fra menneskehedens område, skal vi så også beskytte dem mod andre dyr? Dette rejser også spørgsmålet, om tildeling af en bestemt moralsk status for dyr vil kunne betyde udryddelse af visse grupper af rovdyr.
Som utilitarist kan Singer acceptere, at dyr i visse hypotetiske scenarier legitimt vil kunne bruges som middel til at opnå (menneskelige eller ikke-menneskelige) mål, mens Regan mener, at vi bør behandle dyr, som vi ville behandle personer, og han håndhæver den strenge kantianske idé, at de aldrig bør ofres blot som midler til at nå et mål, men bør behandles som deres eget mål. Kant mente dog ikke selv, at dyr hørte under det, han kaldte den moralske lov; hans opfattelse var, at vi burde vise medlidenhed med dem, men hovedsagelig fordi mennesker ellers ville brutaliseres, og altså ikke for dyrenes egen skyld.
På trods af disse teoretiske forskelle er Singer og Regan stort ser enige om, hvad der skal gøres i praksis. For eksempel er de enige om, at indførelsen af vegansk kost og afskaffelse af næsten alle former for dyreforsøg er etisk obligatorisk.

##### Rettigheder kræver forpligtelser
Kritikere som Carl Cohen, filosofiprofessor ved University of Michigan og University of Michigan Medical School, er imod at tildele dyr status som personer. Cohen skrev i New England Journal of Medicine i oktober 1986 at "indehavere af rettigheder skal være i stand til at forstå de regler og pligter, som styrer alle, dem selv inklusive. Ved at anvende sådanne regler må rettighedsindehaverne erkende mulige konflikter mellem, hvad der er i deres egen interesse og hvad der er retfærdigt. Begrebet rettigheder kan kun bruges korrekt i et samfund af væsner, som er i stand til at anlægge selv-restriktive moralske vurderinger."
Cohen modsiger Peter Singers argument om, at moralske valg ikke kan bruges som kriterium for at vurdere, hvem der kan tildeles rettigheder, eftersom fx hjerneskadede mennesker kan miste evnen til at foretage moralske valg. Cohen siger, at testen for moralske valg "ikke er en test som skal udføres for hvert menneske for sig."
Omvendt er det et eksempel på speciesisme, da Cohen ved sin teori om, at menneskeracen "overordnet set" har kvalificeret sig, dermed mener, at kriteriet for at få tildelt rettigheder er at være menneske.
Den britiske filosof Roger Scruton har som Cohen talt for, at rettigheder kun kan tildeles væsner, som er i stand til at forstå dem og til at gengælde dem ved at følge deres egne forpligtelser over for andre væsner. Scruton taler også mod dyrs rettigheder af praktiske grunde. Fx støtter han i Animal Rights and Wrongs rævejagt, fordi det beskytter rævenes levesteder. (Scruton var ekspert som deltager i rævejagter).
Om Singer har Scruton skrevet:
| Citat                                                                      | Alle, som har måttet vælge mellem at redde et barn eller en kat fra at drukne, mellem at skulle dele sin mad med en udmagret nabo eller hans udmagrede kaniner, mellem at tage sig af en døende ven eller efterlade ham til vilddyrene, vil vide at Singers syn er nonsens. Men selvfølgelig kan det være, at han har lige så svært ved at finde en velartikuleret begrundelse for sin holdning, som han ville have ved at finde beviser for at 2 plus 2 er 4. | Citat |
| Roger Scruton i en anmeldelse af Peter Singers Writings on an Ethical Life | |       |

Scruton kommer ikke med egentlige argumenter mod Singer, men kan siges at foretage en cirkelslutning, idet han blot postulerer, at mennesker rangerer mennesker over dyr.
Han fordømmer dog industrialiserede landbrug, hvor dyr i stor skala lukkes inde i små bure og lever under dårlige forhold, fordi han siger, at dyrene ikke får et minimalt acceptabelt liv. Dermed hælder Scruton i større grad til dyrevelfærdssynspunktet.
I The Animals Issue: Moral Theory in Practice taler den britiske filosof Peter Carruthers for, at mennesker kun har forpligtelser over for andre væsner, som kan tage del i en hypotetisk social kontrakt, og dermed er dyr ekskluderet fra gruppen af væsner, som mennesker har moralske forpligtelser overfor.
Carruthers' argumentation er inspireret af John Rawls' En teori om retfærdighed og ideen om, at hvis man skulle forestille sig at være bag et "uvidenhedens slør", hvor man ikke kender sit køn, alder, race, religion, arbejde etc., ville alle stemme for en verden, hvor alle bliver behandlet lige godt, uanset hvor man ender.
Dyreretsfortalere påpeger, at Rawls' En teori om retfærdighed mangler en vigtig parameter: hvad der ville ske, hvis man ikke kendte sin art. Det er ikke behandlet i værket, som dermed udelukkende beskæftiger sig med retfærdighed hos mennesker.
Argumenter om social kontrakt omhandler ikke problemet om dyr, hvis de havde indgået sådanne kontrakter med andre af deres art. Samarbejde og relativt fredelig sameksistens i gruppesituationer er karakteristisk for mange arter. Jules Masserman (1905-1989), tidligere formand for American Psychiatric Association, konkluderede i 1964, at hovedparten af en gruppe rhesusaber konsekvent ville foretrække at lide sult frem for at sikre sig mad på bekostning af elektrochok til en artsfælle. I Massermans studie lader det til, at rhesusaber muligvis handler efter Den Gyldne Regel.
Disse argumenter omtaler ikke menneskerettigheds-modellen. FN's Verdenserklæring om Menneskerettighederne indeholder ingen lignende krav.

#### Abolitionistisk syn
Gary Franciones værk (Introduction to Animal Rights, et.al.) er baseret på præmissen om, at hvis ikke-menneskelige dyr betragtes som ejendom, bliver enhver rettighed, som de eventuelt ville være tildelt, undermineret direkte af deres status som ejendom. Han pointerer, at en opfordring til ligeligt at vurdere din ejendoms interesser i forhold til dine egne interesser er absurd. Uden den grundlæggende ret til ikke at blive behandlet som menneskers ejendom har ikke-menneskelige dyr overhovedet ingen rettigheder, siger han. Francione postulerer, at den eneste gyldige determinant for moralsk status er, om et væsen er modtageligt overfor sanseindtryk eller ej, i modsætning til Regan, som ser kvalitative grader i hans "subjekt-for-et-liv"'s subjektive oplevelser baseret på en løs fastsættelse af, hvem der falder inden for den kategori. Francione påstår, at der ikke er nogen egentlig dyreretsbevægelse i USA, men kun en dyrevelfærdsbevægelse. I stil med sin filosofiske position og sit arbejde med dyrs juridiske rettigheder for Animal Rights Law Project ved Rutgers University, pointerer han, at enhver bestræbelse, som ikke taler for afskaffelsen af dyrs status som ejendom, er vildledt, fordi den uundgåeligt vil resultere i en institutionalisering af udnyttelsen af dyr. Det er logisk selvmodsigende og dømt til aldrig at opnå det erklærede mål om at forbedre dyrs levevilkår. Francione fastholder, at et samfund som betragter hunde og katte som familiemedlemmer og alligevel dræber køer, kyllinger og grise udviser hvad han kalder "moralsk skizofreni".

## Historie

### Tidlige historie
Det 20. århundredes debat om dyrerettigheder har rødder tilbage til de tidligste græske filosoffer. I det 6. århundrede f.Kr. opfordrede Pythagoras, den græske filosof og matematiker, som er blevet kaldt verdens første dyreretsfilosof, til respekt for dyr, fordi han troede på sjælens vandring mellem mennesker og dyr; ved at dræbe et dyr kunne man ved et uheld dræbe en forfader. Han talte for vegetarisme, idet han afviste brugen af dyr som mad eller til religiøse ofringer.
I det 4. århundrede f.Kr. skrev Aristoteles, at dyr på grund af deres irrationalitet rangerer langt under mennesker i scala naturae, og at dyr ikke selv har nogen interesser. Hans elev Theofrastos var uenig og talte mod at spise kød, fordi det berøvede dyrene deres liv og derfor ikke var retfærdigt. Han indvendte, at andre væsner kan ræsonnere, sanse og føle ganske som mennesker kan. Det vandt dog ikke større opbakning, og det blev Aristoteles' synspunkt – at mennesker og dyr befinder sig i forskellige moralske verdener, fordi kun den ene part er rationel – som med få undtagelser stod alene til det 17. århundrede.
Peter Singer skriver i Oxford Companion to Philosophy, at første kapitel i Første Mosebog beskriver, hvordan Gud gav menneskene magt over dyrene, hvilket modereres i toraen med påbud om at være mild fx eksempel ved kravet om, at okser hviler på sabbaten. Det Nye Testamente er derimod helt uden sådanne påbud, idet Paulus fx tolker sabbatkravet som en forordning, der skal gavne de menneskelige ejere og ikke dyrene. Augustin fremførte som argument, at Jesus lod de gadareniske svin drukne (Matt 8, 28-32) for at vise, at mennesket ikke har omsorgspligt over for dyrene. Synspunktet blev overtaget af Thomas Aquinas, som gjorde gældende, at vi alene skulle være gode mod dyr for at sikre os, at grusomme vaner ikke blev overført til den måde, hvorpå vi behandler andre mennesker.

### Oplysningstiden
I det 17. århundrede talte den franske filosof René Descartes for, at dyr hverken havde sjæl eller sind og blot var komplekse automater. De kan derfor ikke tænke eller overhovedet føle smerte. De har sanseudstyr, så de kan se, høre og mærke, og muligvis sågar føle vrede og frygt, men de er på ingen måde bevidste. Modsat argumenterede Jean-Jacques Rousseau i forordet til sin Afhandling om ulighedens oprindelse og grundlæggelse blandt menneskene (1754), at mennesket påbegynder livet som et dyr, dog ikke helt "uden intellekt eller frihed". Men da dyr er følsomme væsner "bør de også deltage i den naturlige ret, og... mennesket er underlagt visse pligter over for dem"; mere præcist siges det, at "den ene har ret til ikke formålsløst at blive mishandlet af den anden".
Blandt Rousseaus samtidige var den skotske forfatter John Oswald, som i The Cry of Nature or an Appeal to Mercy and Justice on Behalf of the Persecuted Animals taler for, at mennesket naturligt er udstyret med følelserne nåde og medlidenhed. Hvis mennesker skulle overvære drabet på de dyr, de spiste, ville vegetarisme være langt mere udbredt, mente han. Den moderne arbejdsdeling tillod mennesker at spise kød uden at udsættes for det, som Oswald kaldte appellerne til menneskets naturlige følsomhed, mens brutaliseringen af det moderne menneske vænnede det af med den følsomhed.
Senere i det 18. århundrede påstod en af den moderne utilitarismes grundlæggere den engelske filosof Jeremy Bentham, at dyrs smerte er lige så virkelig, og lige så moralsk relevant, som menneskers smerte. Bentham hævdede, at evnen til at lide og ikke evnen til at ræsonnere, burde være bestemmende for, hvordan vi behandler andre væsner. Hvis evnen til at ræsonnere var kriteriet, ville mange spædbørn og åndssvage behandles, som var de ting. Han skrev:
| Citat                                                                  | Det kan være den dag kommer, hvor resten af det skabte dyrerige kan opnå de rettigheder, som man kun har kunnet nægte dem igennem tyranniets hånd. Franskmændene har allerede fundet ud af, at en sort hud ikke giver grund til, at et menneske skal efterlades til en plageånds forgodtbefindende uden mulighed for at forsvare sig. En dag indser man måske, at antallet af ben, hudens loddenhed, eller lukningen på korsbenet udgør utilstrækkelige grunde til at efterlade et sansende væsen til den samme skæbne [til en plageånds forgodtbefindende]. Hvad skulle det være, der gør os overlegne? Er det vores evne til at ræsonnere, eller måske vores talegaver? Men en fuldvoksen hest eller hund er uden sammenligning mere rationel og nemmere at kommunikere med end et barn, der er en dag, en uge eller endda en måned gammelt. Men selvom det ikke var tilfældet, hvad ville det betyde? Spørgsmålet er ikke: Kan de tænke? Ej heller, kan de tale?, men kan de lide? | Citat |
| --Jeremy Bentham i En indføring i principperne for moral og lovgivning | |       |

I det 19. århundrede påstod Arthur Schopenhauer, at dyr har samme essens som mennesker, på trods af at de mangler evnen til at ræsonnere. Selv om han kun regnede vegetarisme for moralsk anbefalelsesværdigt (og ikke som en nødvendighed), argumenterede han for at man tog dyrerettigheder med i sine moralske overvejelser, samt modsatte sig vivisektion. Hans kritik af den kantianske etik omfatter således også en lang og ofte rasende kritik af udelukkelsen af dyr fra dennes moralske system.
Verdens første dyrevelfærdsorganisation, Society for the Prevention of Cruelty to Animals, blev grundlagt i Storbritannien i 1824, og lignende grupper dukkede snart op andre steder i Europa og i 1866 i Nordamerika. Den første gruppe i USA, American Society for the Prevention of Cruelty to Animals, blev stiftet i New York, og Danmark fulgte hurtigt efter med grundlæggelsen af Foreningen til Dyrenes Beskyttelse i Danmark den 20. november 1875; Dyrenes Beskyttelse er dermed Danmarks ældste og bedst kendte dyreværnsforening. Alle organisationerne har beskæftiget sig med dyrevelfærd – uden på noget tidspunkt at tage stilling til spørgsmålet om dyrs rettigheder.
Begrebet "dyrerettigheder" var emnet i en indflydelsesrig bog, Animals' Rights: Considered in Relation to Social Progress fra 1892. Af den engelske sociale reformator Henry Salt, som et år tidligere havde dannet Humanitarian League med det mål at få forbudt jagt som sport.
I nazi-Tyskland var et af det nye regimes første gerninger at vedtage en række love om dyrebeskyttelse, selv om de fortsat tillod dyreforsøg; det britiske lægevidenskabelige tidsskrift The Lancet gennemgik i 1934 nazisternes anti-vivisektionslovgivning og konkluderede, at den ikke gav dyr bedre beskyttelse end den britiske lov fra 1875, som begrænsede dyreforsøg uden dog at eliminere dem i praksis.
I slutningen af det 20. århundrede fandtes der dyrevelfærdsforeninger og love mod dyrplageri i næsten alle lande i verden.
I det 21. århundrede er begrebet "dyreret" blevet mere udbredt verden over – i Danmark findes bl.a. Forsøgsdyrenes Værn, Anima samt flere internationale grupper. Der er også opstået en række "specialiserede" organisationer, hvoriblandt nogle beskæftiger sig med fredning af udrydningstruede dyrearter, og andre som PETA protesterer mod smertefulde eller brutale måder at jage dyr på, mod behandlingen af køddyr på store fabrikker og slagterier og brugen af dyr i eksperimenter og til underholdning.

### Den moderne dyreretsbevægelses historie
De moderne dyreretsbevægelser kan spores tilbage til 1970'erne og er et af de få eksempler på sociale bevægelser som blev oprettet af filosoffer, og hvori de er forblevet forkæmpere.
I de tidlige 1970'ere begyndte en gruppe filosoffer fra Oxford at stille spørgsmålstegn ved, om menneskers moralske status nødvendigvis var dyrs overlegen. Blandt filosofferne var psykologen Richard D. Ryder, som i 1970 dannede begrebet "speciesisme", som han første gang brugte i en privat brochure til at beskrive tildelingen af værdi til væsner på basis af deres tilhørsforhold til en bestemt art.
Ryder bidrog til den vigtige bog Animals, Men and Morals: An Inquiry into the Maltreatment of Non-humans, redigeret af Roslind Godlovitch, Stanley Godlovitch og John Harris, udgivet i 1972. Det var i en anmeldelse af denne bog, at Peter Singer fremsatte de grundlæggende argumenter, som er baseret på utilitarisme og på en direkte sammenligning mellem kvindernes frigørelse og dyrenes frigørelse, og som i 1975 blev samlet i Animal Liberation. Der henvises ofte til denne bog som dyreretsbevægelsens "bibel". Singer er nu Ira W. DeCamp-professor i bioetik ved University Center for Human Values på Princeton-universitetet.
I 1980'erne og 1990'erne sluttede en lang række akademiske og professionelle grupper sig til bevægelsen, heriblandt teologer, som tidligere havde benyttet sig af forsøgsdyr, advokater, fysikere, psykologer, psykiatere, dyrlæger, patologer og forskere

## Dyrs rettigheder i jura
Den romerske jurist Hermogenianus skrev i det 3. eller 4. århundrede f. Kr.: "Hominum causa omne jus constitum" – "Alle love blev oprettet for menneskets skyld" – et synspunkt som er gentaget i P.A. Fitzgeralds Salmond on Jurisprudence (1966): "Loven er skabt for mennesker og tillader intet fællesskab eller forpligtelser mellem dem og laverestående dyrearter."
Dette syn kategoriserer dyr som ejendom; ikke som juridiske entiteter med rettigheder, men som ting som andre juridiske entiteter udøver deres rettigheder over. De nuværende love om dyr omhandler derfor rettighederne for de mennesker som ejer dyr, og ikke dyrenes egne rettigheder. Der er straffelove mod dyreplageri; love som regulerer hvordan man holder dyr i byer og på gårde; love som regulerer dyretransporter internationalt, og bestemmer karantæne og inspektionsbestemmelser. Disse er skabt til at tilbyde dyrene lidt beskyttelse mod unødvendig fysisk skade og for at regulere brugen af dyr som mad, men de tilbyder ingen borgerrettigheder til dyr, som har status som ligner den menneskeslaver havde før ophævelsen af slaveriet. Den amerikanske jurist og underviser ved Harvard Law School Steven M. Wise skriver i Encyclopaedia Britannica at undladelsen af, at anerkende individuelle rettigheder gør dyr "usynlige for civillov."
Der er en voksende interesse for begrebet dyreret inden for loven, hovedsageligt i USA. Ideen om at udvide anerkendelsen af "personer" til at omfatte dyr får nu støtte af førende amerikanske retslærde som Alan Dershowitz og Laurence Tribe. Der bliver undervist i lov om dyr i 69 ud af 180 amerikanske jurauniversiteter, og 47 af dem har fonde til de studerende, og der bliver oprettet flere i Australien og Europa – dog endnu ingen i Danmark. Der er blevet oprettet tre specielle juridiske tidsskrifter – Animal Law, Journal of Animal Law og Journal of Animal Law and Ethics.
Det Seattle-baserede Great Ape Project arbejder på at få FN til at vedtage menneskeaberettighedserklæringen, som ville inkludere gorillaer, orangutanger, chimpanser og bonoboer i et "lighedsfællesskab" med mennesker, hvilket ville give dem tre grundlæggende friheder: Retten til livet, beskyttelse af individuel frihed og forbud mod tortur. Dette ses af et voksende antal fortalere for dyreret som det første skridt hen imod at give rettigheder til andre dyr.
I 2006 grundlagde brasilianere Revista Brasileira de Direito Animal, det første juridiske tidsskrift om dyrelov i Latinamerika.
Schweiz vedtog i 1992 en lov, som anerkender dyr som væsner, snarere end ting. Beskyttelsen af dyr blev indlagt i den tyske forfatning i 2002, da Forbundsrådet vedtog at tilføje ordene "og dyrs" til paragraffen i forfatningen som pålægger staten at beskytte menneskers [og dyrs] værdighed.
Steven Wise skriver, at juridiske argumenter for dyrs rettigheder er stærkt underbygget af mere og mere sofistikerede videnskabelige undersøgelser af dyrs kognitive, følelsesmæssige og sociale kapaciteter, og af udviklinger indenfor genetik, neurovidenskab, psykologi, lingvistik, fysiologi, udvikling og etologi, hvoraf mange har vist, at mennesker og dyr har en lang række opførsler, kapaciteter og genetisk materiale til fælles. Ifølge Wise er de første alvorlige retslige kampe mod dyrs status som "ting" måske kun få år væk.
I Danmark er der endnu ikke gjort nogle konkrete tiltag med henblik på at tildele dyr rettigheder, da de fleste organisationer er mere fokuseret på dyrevelfærd, og egentlige dyreretsorganisationer som Anima endnu ikke har indflydelse. Dog er flere parter aktive i en kamp for at forbyde rodeo i Danmark. Forsøgsdyrenes Værn arbejder også med at få fritaget dyr for at kunne blive brugt i forsøg, hvilket i teorien tildeler dyrene rettigheder.

## Dyrerettigheder og menneskerettigheder
Robert Bidinotto, miljøretsskeptiker, sagde i en tale til Northeastern Association of Fish and Wildlife Agencies i 1992: Stram opretholdelse af dyrs rettigheder forbyder direkte beskyttelse af mennesker og deres værdier mod naturens mange rovdyr. Tab til mennesker er acceptable... det er tab til dyr ikke. For så er det jo logisk at bævere må ændre vandløbenes retning, men mennesket må ikke. Græshopper må lægge hundrede mil planteliv øde... men mennesket må ikke. Pumaer må spise får og kyllinger, men mennesket må ikke.
Mange andre dyreretsaktivister tror på, at menneskerettigheder og dyrerettigheder er tæt forbundne. Ronnie Lee, grundlæggeren af Animal Liberation Front, talte om Gandhi og Martin Luther King som inspirationskilder. Robin Webb, presseansvarlig for ALF i Storbritannien, har henvist til dyrerettigheder som "den ultimative befrielsesbevægelse", og en udvidelse af kampen for menneskers rettigheder. Steven Best, som var menneskerettighedsaktivist før han blev involveret i dyrs rettigheder, har skrevet flere essays om forbindelsen mellem de to bevægelser.

### Dyrs rettigheder og Holocaust
Nogle forfattere og dyreretsgrupper har sammenlignet behandlingen af dyr med Holocaust.
Charles Patterson skriver i sin bog Eternal Treblinka at behandlingen af dyr i dag og Holocaust har "fælles rødder." I en kampagne som i høj grad var baseret på Pattersons bog, organiserede PETA i 2003 en omrejsende udstilling kaldet "Holocaust on your Plate," som blandede billeder af jøder i koncentrationslejre med dyr som bliver dræbt og mishandlet. PETA's præsident Ingrid Newkirk er blevet citeret for at sige "Seks millioner jøder døde i koncentrationslejre, men seks milliarder slagtekyllinger vil dø i år i slagterier."
National Primate Research Exhibition Hall er et projekt bestående af dyreretsaktivister i Wisconsin. Det sammenligner sig selv med Holocaust Memorial ved Auschwitz og bruger billeder fra Holocaust i sin litteratur og planlægger yderligere brug af dem i sine udstillinger.
I 2001 indeholdt dyreretswebsiden meat.org en sektion kaldet "Animal Holocaust", som bestod af billeder af dyr dekoreret med ordene "Holocaust Victim" ("Offer for Holocaust"). Northwest Animal Rights Network of Seattle har udsendt en reklame, hvori billeder af døde, nøgne Holocaust-ofre sidestilles med fotografier af døde køer og et stort svastika i midten.
Sammenligningen af behandlingen af dyr med Holocaust er højst kontroversiel, og er blevet kritiseret af Anti-Defamation League og United States Holocaust Memorial Museum. Anti-Defamation League kritiserede brugen af Holocaust-billeder i kampagner for dyrs rettigheder som trivialisering af mordet på seks millioner jøder. PETA's præsident Ingrid Newkirk gav to år senere en officiel undskyldning og sagde, at hun havde indset, at kampagnen havde smertet nogle mennesker: "Det har aldrig været vores mening, og vi er meget kede af det."
National Primate Research Exhibition Hall har omvendt udtalt at sådanne sammenligninger nogle gange er korrekte og passende.

## Dyreret i Danmark og Skandinavien
Den tidligste dyreretstanke i Skandinavien kan spores tilbage til det 18. århundrede, hvor man ofte spejlede sig i dyreverdenen, og hvor fabler var voldsomt populære.
Her gjorde den danske præst Laurids Smith, som omtales som "en af Skandinaviens første dyrevenner", sig bemærket ved sine udtalelser bl.a. om at budskabet om at "elske sin næste" også omfattede dyrene. I bogen Forsøg til en Fuldstændig Lærebygning om Dyrenes Natur og Bestemmelse og Menneskets Pligter mod Dyrene, som er en samling af Smiths arbejder på området, skriver han:
| Citat | Såvel dyret som mennesket er egentlig og umiddelbart til for at nyde lyksaligheden gennem sin tilværelse og enhver, der bevidst uden nødvendighed og højere formål afbryder, ødelægger og tilintetgør menneskets eller dyrets lyksalighed, han krænker retten til at nyde den glæde som Gud har med tilværelsen gav alle levende ting. | Citat |
| Laurids Smith i Forsøg til en Fuldstændig Lærebygning om Dyrenes Natur og Bestemmelse og Menneskets Pligter mod Dyrene | |       |

Smith mente dog, at det var acceptabelt at spise kød, så længe det er en nødvendighed, og ikke en "luksusvare".
Han argumenterede for, at siden man ved dyrehold frarøvede dyrene deres frihed, havde man pligt til at kompensere derfor ved at sørge for, at dyrene havde gode forhold.
Selvom Laurids Smiths tanker i dag ville blive karakteriseret som dyrevelfærd, var han en af de første, som brugte begrebet "rettigheder" i forbindelse med dyr. Smiths ideer fik dog aldrig større indflydelse. Han døde i 1794 ukendt i offentligheden. Dog er der sat et mindesmærke for ham ved hovedindgangen til Holmens Kirkes kirkegård på hjørnet af Øster Farimagsgade og Dag Hammarskjölds Allé. Mindesmærket er flere gange blevet fornyet af Dyrenes Beskyttelse.
I dag er dyreretsbevægelsen ikke særlig udbredt i Danmark, og kun Anima (stiftet 2000) er en egentlig dyreretsorganisation. I juli 2007 havde den omkring 3.500 medlemmer. Anima arbejder hovedsagelig på græsrodsniveau med uddeling af pamfletter og brochurer samt gennemførelse af protestaktioner.
Foreningen har siden 2000 kørt en separat kampagne mod pelsavl i Danmark – som dansk pendant til PETA's Fur Is Dead-kampagne. I denne kampagne har foreningen systematisk fokuseret kræfterne på et modefirma og forsøger ved hver tøjkæde indledningsvis at opsøge og påvirke de ansvarlige beslutningstagere til at afskaffe alle former for dyrepels i deres kollektioner. Hvis kæden, efter at have fået fremvist materiale om pelsdyrenes forhold, har vist sig uvillige til at stoppe pelshandelen, har Anima i stedet organiseret protestaktioner og flyeruddelinger foran tøjkædens forretninger på nationalt plan, for i stedet at påvirke kunderne til at handle andetsteds.
Pr. juli 2007 har Animas pelskampagne ført til, at en lang række danske tøjkæder og modefirmaer har valgt at blive pelsfri – deriblandt Dressmann, Helly Hansen, Hennes & Mauritz, Vero Moda med flere. Derudover indsamlede kampagnen i 2003 200.000 underskrifter for et forbud for hunde- og kattepels, som i september 2003 blev afleveret til justitsminister Lene Espersen. Forbuddet blev vedtaget i maj 2003, og EU fulgte efter med et handels- og importforbud i november 2006.
Ud over pelskampagnen har Anima også flere andre kampagner samt er deltager i flere globale dyreretskampagner, som fx Kentucky Fried Cruelty, og kampagnen mod foderproducenten Iams.
Forsøgsdyrenes Værn kan også ses som en dyreretsorganisation, da de kæmper for "afskaffelsen af alle lidelsesvoldende dyreforsøg," hvilket kan tolkes som, at de vil tildele forsøgsdyrene specifikke rettigheder. Af deres artikler fremgår det, at foreningen også tager afstand fra brugen af dyr som underholdning (for eksempel til cirkus, rodeo eller tyrefægtning), fra opdræt af pelsdyr og fra det industrialiserede landbrugs behandling af dyr. Derudover er foreningen også fortaler for vegetarismen . Organisationen har ca. 19.300 medlemmer, hvilket gør den til Danmarks største dyreretsorganisation – dog med fokus på et snævert område inden for dyreret.
I Sverige og Norge arbejder hhv. Djurens Rätt og NOAH (ikke at forveksle med den danske miljøorganisation af samme navn), som har henholdsvis 36.000 og 2.000 medlemmer. Djurens Rätt var tidligere også repræsenteret i Norge og Danmark.

### Ulovlig dyreaktivisme i Danmark
Igennem flere år har der specielt i de danske medier været fokus på en række sager hvor små grupper af aktivister under fællesnavnet "Dyrenes Befrielsesfront" (DBF) har protesteret ulovligt ved blandt andet at stifte brande i slagterier og slippe tilfangetagne mink ud i den danske natur – i 2000 blev over 9.000 mink således sluppet ud i den danske natur, og senere i 2003 yderligere 8.000 mink i Tarm. Specielt de mange løsladelser af mink i den danske natur er blevet kritiseret, da minken er en invasiv art i det danske økosystem, og dermed risikerer at fortrænge eller helt udrydde etablerede danske dyrearter. Nogle aktivister har givet udtryk for, at de er klar over de økologiske skader aktionerne fører med sig, men at aktionerne "kun er symbolske" og bruges i et forsøg på at komme til orde.
Etablerede dyreret- og velfærdsorganisationer som Anima og Dyrenes Beskyttelse har flere gange offentligt taget afstand fra de metoder, som benyttes af DBF. Foreningen Anima er dog generelt ikke interesseret i at debattere DBF.

## Yderligere læsning
- "Animal rights," Encyclopaedia Britannica (engelsk)
- "Ethics," Encyclopaedia Britannica (engelsk)
- "Environmentalism," Encyclopaedia Britannica (engelsk)
- Ball, Matt. En etisk teori Arkiveret 27. september 2007 hos  Wayback Machine på Anima.dk
- Ball, Matt. Krav om rettigheder er ofte fejlagtige Arkiveret 19. maj 2007 hos  Wayback Machine på Anima.dk
- "'Personhood' Redefined: Animal Rights Strategy Gets at the Essence of Being Human" Arkiveret 19. oktober 2003 hos  Wayback Machine, Association of American Medical Colleges. (engelsk)
- Bentham, Jeremy. En indføring i principperne for moral og lovgivning
- Clark, Stephen R.L. The Moral Status of Animals. (Clarendon Press 1977; paperback 1984) (engelsk)
- Clark, Stephen R.L. Biology and Christian Ethics. (Cambridge University Press 2000)
- Dawkins, Richard. Gaps in the mind
- Dershowitz, Alan. Rights from Wrongs: A Secular Theory of the Origins of Rights, 2004. (engelsk)
- Francione, Gary L., Rain without Thunder: The Ideology of the Animal Rights Movement (Temple University Press, 1996). ISBN 1-56639-461-9
- Franklin, Julian H., Animal Rights and Moral Philosophy (2005). ISBN 0-231-13422-3
- Frey, R.G. Interests and Rights: The Case Against Animals, Clarendon Press, 1980. ISBN 0-19-824421-5 (engelsk)
- George. Kathryn Paxton. Animal, Vegetable, or Woman?, State University of New York Press. ISBN 0-7914-4687-5 (engelsk)
- Guither, Harold D. Animal Rights: History and Scope of a Radical Social Movement. Southern Illinois University Press; genoptryk 1997. ISBN 0-8093-2199-8 (engelsk)
- LaFollette, Hugh & Shanks, Niall. "The origin of speciesism"PDF, Philosophy, januar 1996, vol. 71, nr. 275. (engelsk)
- Michael, Steven. "Animal personhood: A Threat to Research" Arkiveret 25. februar 2007 hos  Wayback Machine, The Physiologist, vol. 47, nr. 6, december 2004. (engelsk)
- Rachel, James Created from Animals: The Moral Implications of Darwinism (1990) ISBN 0-19-286129-8
- Regan, Tom. The Case for Animal Rights, New York: Routledge, 1984, ISBN 0-520-04904-7 (dansk: "Dyrenes Rettigheder" Arkiveret 27. september 2007 hos  Wayback Machine)
- Rousseau, Jean-Jacques. Afhandling om ulighedens oprindelse og grundlæggelse blandt menneskene, 1754.
- Scruton, Roger. Animal Rights and Wrongs, 1997. (engelsk)
- Scruton, Roger. "Animal rights" Arkiveret 3. marts 2016 hos  Wayback Machine, City Journal, sommer 2000. (engelsk)
- Singer, Peter. Animal Liberation, 1975; New York: Avon Books, 1990, ISBN 0-940322-00-5 (engelsk)
  - Et uddrag på dansk kan findes her Arkiveret 27. september 2007 hos  Wayback Machine.
- Singer, Brent A.: An Extension of Rawls' Theory of Justice to Environmental Ethics. Environmental Ethics 10, 1988, p. 217-231
- Taylor, Angus. Animals and Ethics. Broadview Press, 2003. (engelsk)
- VanDeVeer, Donald: Of Beasts, Persons, and the Original Position. The Monist 62, 1979, p. 368-377
- Wise, Steven M., Rattling the Cage: Toward Legal Rights for Animals (Cambridge, Perseus Books, 2000). ISBN 0-7382-0437-4

## Fodnoter
1. ↑  "Sichuan 2001" Arkiveret 2. marts 2007 hos  Wayback Machine, Asian Animal Protection Network.
2. ↑  Guither, Harold D. Animal Rights: History and Scope of a Radical Social Movement. Southern Illinois University Press; genoptryk 1997. ISBN 0-8093-2199-8
3. 1 2  "Ethics," Encyclopaedia Britannica.
4. ↑  "Environmentalism," Encyclopædia Britannica.
5. ↑  Taylor, Angus. Animals and Ethics: An Overview of the Philosophical Debate, Broadview Press, maj 2003. ISBN 1-55111-569-7
6. 1 2 3 4 5  "Animal rights," Encyclopædia Britannica.
7. 1 2  "'Personhood' Redefined: Animal Rights Strategy Gets at the Essence of Being Human" Arkiveret 19. oktober 2003 hos  Wayback Machine, Association of American Medical Colleges.
8. ↑  Frey, R.G. Interests and Rights: The Case against Animals. Clarendon Press, 1980 ISBN 0-19-824421-5
9. ↑  Seligman, M.E. “Depression and Learned Helplessness.” i (R.J Friedmand and M.M. Katz Eds.) The Psychology of Depression: Contemporary Theory and Research. V.H. Winston and Sons. 1974.
10. ↑  Mameli, M; Bortolotti L. (2006). "Animal rights, animal minds and human mindreading" (PDF). J. Med Ethics. Springer. 32: 84-89. doi:10.1136/jme.2005.013086. Arkiveret (PDF) fra originalen 25. oktober 2006. Hentet 17. december 2006.
11. ↑  Ross, Kelley L. "The Fallacies of Egoism and Altruism, and the Fundamental Principle of Morality". Arkiveret fra originalen 5. februar 2007. Hentet 2006-12-17.
12. ↑  BBC - Religion & Ethics - Animal Rights: Animals aren't 'moral'
13. ↑  An Intelligent Person's Guide to Ethics, (Duckworth, 2004) ISBN 0-7156-3320-1
14. ↑  Singer, Peter. Animal Liberation, 1975; anden udgave, New York: Avon Books, 1990, ISBN 0-940322-00-5
15. ↑  "Posner-Singer debatten på Slate.com". Arkiveret fra originalen 21. august 2011. Hentet 21. marts 2007.
16. ↑  "Lektion om dyreret". Arkiveret fra originalen 8. januar 2005. Hentet 21. marts 2007.
17. ↑  "Predation Reductio af Fink". Arkiveret fra originalen 25. maj 2007. Hentet 21. marts 2007.
18. ↑  Cohen, Carl (oktober 1986). "The Case for the Use of Animals in Biomedical Research". New England Journal of Medicine. 315 (14): s. 865-70. PMID 3748104.
19. ↑  Scruton, Roger (1998). Animal Rights and Wrongs. Demos. s. s. 82-85. ISBN 1-898309-19-1.
20. ↑  "Roger Scruton: "FOX-HUNTING: THE MODERN CASE"". Arkiveret fra originalen 9. februar 2006. Hentet 9. februar 2006.
21. ↑  Roger Scruton: "My review of Singer"
22. ↑  Scruton, Roger (1998). Animal Rights and Wrongs. Demos. s. s. 93. ISBN 1-898309-19-1.
23. ↑  Carruthers, Peter (1992). The Animals Issue: Moral Theory in Practice. Cambridge University Press. s. s. 90-92. ISBN 0-521-43689-3.
24. ↑  Carruthers, Peter (1992). The Animals Issue: Moral Theory in Practice. Cambridge University Press. s. s. 141-143. ISBN 0-521-43689-3.
25. ↑  Masserman J, Wechkin S, Terris W. 1964. 'Altruistic' behavior in rhesus monkeys Arkiveret 4. juni 2007 hos  Wayback Machine. American Journal of Psychiatry vol. 121: s. 584-585.
26. ↑  Animal Rights: The Abolitionist Approach Arkiveret 11. juni 2007 hos  Wayback Machine (engelsk)
27. ↑  Francione, Gary L. Introduction to Animal Rights: Your Child or the Dog?. ISBN 1-56639-692-1
28. ↑  Violin, Mary Ann. "Pythagoras—The First Animal Rights Philosopher," Between the Species 6:122-127, citeret i Taylor, Angus. Animals and Ethics. Broadview Press, s. 34.
29. ↑  Taylor, Angus. Animals and Ethics. Broadview Press, s. 34.
30. ↑  Pythagoras' tanker har været udsat for heftig debat, da ingen af hans oprindelige værker længere eksisterer.
31. ↑  "Pythagoras" Arkiveret 2. december 2013 hos  Wayback Machine i Zalta, Edward N. The Stanford Encyclopedia of Philosophy, vinteren 2006.
32. ↑  Taylor, Angus. Animals and Ethics. Broadview Press, s. 35.
33. ↑  Singer, Peter. "Animals" i Honderich, Ted (ed). The Oxford Companion to Philosophy, Oxford University Press, 1995.
34. ↑  Der hersker uenighed om, hvorvidt Descartes selv sagde dette, men mange kartesianere mente det
35. 1 2  Rousseau, Jean-Jacques. Afhandling om ulighedens oprindelse og grundlæggelse blandt menneskene, 1754, forord.
36. ↑  The Cry of Nature or an Appeal to Mercy and Justice on Behalf of the Persecuted Animals Arkiveret 10. oktober 2007 hos  Wayback Machine, 1791. Genudgivet Edwin Mellen Press, 2000, ISBN 0-7734-7668-7.
37. 1 2  Bentham, Jeremy. En indføring i principperne for moral og lovgivning, 1789.
38. ↑  "Bioetik.dk om filosofi". Arkiveret fra originalen 7. juli 2007. Hentet 27. marts 2007.
39. ↑  "Dyrenes Beskyttelse, Foreningen historisk". Arkiveret fra originalen 10. juni 2007. Hentet 27. marts 2007.
40. ↑  Animal Rights in the Third Reich Arkiveret 6. september 2006 hos  Wayback Machine Kaltio, Aslak Aikio Februar 2003
41. ↑  Lov om dyrebeskyttelse 1933 Arkiveret 3. april 2007 hos  Wayback Machine World Future Fund
42. ↑  Nazis and Animal Research Arkiveret 29. marts 2007 hos  Wayback Machine Micah Publications, Roberta Kalechofsky
43. ↑  Ryder, Richard D. "All beings that feel pain deserve human rights" Arkiveret 25. februar 2007 hos  Wayback Machine, The Guardian, August 6, 2005
44. 1 2  "Animal rights: Animal rights in law, Encyclopaedia Britannica, 2007.
45. 1 2 3 4  Wise, Steven M. "Animal rights: The modern animal rights movement," Encyclopaedia Britannica, 2007.
46. ↑  Dershowitz, Alan. Rights from Wrongs: A Secular Theory of the Origins of Rights, 2004, s. 198-99, og "Darwin, Meet Dershowitz" Arkiveret 20. september 2006 hos  Wayback Machine The Animals' Advocate, vinteren 2002, volume 21.
47. ↑  Animal law program Arkiveret 9. oktober 2006 hos  Wayback Machine, Animal Legal Defense Fund.
48. ↑  "Declaration on Great Apes" Arkiveret 20. august 2008 hos  Wayback Machine, Great Ape Project.
49. ↑  Wise, Steven M. "Address at the 5th Annual Conference on Animals and the Law," Committee on Legal Issues Pertaining to Animals, Association of the Bar of the City of New York, 25. september 1999
50. ↑  "Germany guarantees animal rights" Arkiveret 29. august 2006 hos  Wayback Machine, CNN, 21. juni 2002
51. ↑  "ecoNOT.com – Robert Bidinotto's egen webside". Arkiveret fra originalen 8. juli 2020. Hentet 20. januar 2021.
52. ↑  Robert James Bidinotto. "Environmentalism or Individualism?". Arkiveret fra originalen 10. marts 2007. Hentet 2006-08-01.
53. ↑  The Formation of the Band of Mercy and ALF Arkiveret 2. februar 2007 hos  Wayback Machine – uddrag fra No Compromise #28 af Ronnie Lee.
54. ↑  Animal Liberation – By 'Whatever Means Necessary' Arkiveret 2. februar 2007 hos  Wayback Machine af Robin Webb.
55. ↑  "Interview med Steven Best". Arkiveret fra originalen 22. november 2006. Hentet 21. marts 2007.
56. ↑  Rethinking Revolution: Animal Liberation, Human Liberation, and the Future of the Left Arkiveret 29. september 2007 hos  Wayback Machine af Steven Best
57. ↑  "Steven Best's webside". Arkiveret fra originalen 4. april 2007. Hentet 20. januar 2021.
58. ↑  Patterson, Charles (2002). Eternal Treblinka: Our Treatment of Animals and the Holocaust. Lantern Books. ISBN 1-930051-99-9.
59. ↑  "This time PETA's guilty of missing the point". Arkiveret fra originalen 25. maj 2006. Hentet 2006-08-09.
60. ↑  "Holocaust Imagery and Animal Rights". Arkiveret fra originalen 1. april 2011. Hentet 2006-08-09.
61. ↑  "Archive:Holocaust Imagery and Animal Rights". Arkiveret fra originalen 1. april 2011. Hentet 2006-08-09.
62. ↑  Willoughby, Brian. "PETA Turns Holocaust into Pig Pen" Arkiveret 20. august 2006 hos  Wayback Machine, Tolerance.org
63. ↑  "Holocaust Imagery and Animal Rights" Arkiveret 1. april 2011 hos  Wayback Machine, Anti-Defamation League, 2. august 2005.
64. ↑  "ADL Denounces Peta for its "Holocaust On Your Plate" Campaign; Calls Appeal for Jewish Community Support 'The Height Of Chutzpah'". Arkiveret fra originalen 4. april 2007. Hentet 2006-08-09.
65. ↑  "Brev til ADL" (PDF). Arkiveret (PDF) fra originalen 19. november 2006. Hentet 2006-08-09.
66. 1 2  Linné on line: Djurens rättigheter på 1700-talet Arkiveret 9. oktober 2008 hos  Wayback Machine (svensk)
67. ↑  Spydpigen: "Dyrene har ingen sjæl - har Mammon"
68. ↑  "Holmens Kirke – kirkegårdens historie". Arkiveret fra originalen 28. september 2007. Hentet 16. juni 2007.
69. ↑  "PETA's Fur Is Dead". Arkiveret fra originalen 26. juni 2007. Hentet 30. juni 2007.
70. ↑  "Pelsinfo.dk – Kampagnehistorie". Arkiveret fra originalen 14. maj 2007. Hentet 30. juni 2007.
71. ↑  "Pelsinfo.dk – Kampagnesejre". Arkiveret fra originalen 14. maj 2007. Hentet 30. juni 2007.
72. 1 2 3  "Pelsinfo.dk – Hunde- og kattepels". Arkiveret fra originalen 27. september 2007. Hentet 30. juni 2007.
73. ↑  Kentucky Fried Cruelty Arkiveret 6. april 2007 hos  Wayback Machine og Anima.dk – Kentucky Fried Cruelty Arkiveret 15. august 2007 hos  Wayback Machine
74. ↑  "Anima.dk – Iams mishandler dyr". Arkiveret fra originalen 15. august 2007. Hentet 30. juni 2007.
75. 1 2  "Forsøgsdyrenes Værn – hvem er vi?". Arkiveret fra originalen 18. maj 2007. Hentet 2. april 2007.
76. ↑  "Forsøgsdyrenes Værn – andet dyreværn". Arkiveret fra originalen 7. august 2007. Hentet 21. november 2007.
77. ↑  "Forsøgsdyrenes Værn – vegetarisme og veganisme". Arkiveret fra originalen 8. august 2007. Hentet 21. november 2007.
78. ↑  Djurens Rätt – Om Djurens Rätt Arkiveret 29. marts 2007 hos  Wayback Machine (svensk)
79. ↑  NOAH – Om NOAH Arkiveret 28. september 2007 hos  Wayback Machine (norsk)
80. ↑  "Dyrenes Befrielsesfront". Arkiveret fra originalen 30. september 2007. Hentet 25. februar 2009.
81. ↑  BT: Dyrenes Befrielsesfront tager ansvar for nye minkaktioner
82. ↑  "Modkraft.dk: Dyreaktivister befrier mink". Arkiveret fra originalen 2. august 2007. Hentet 25. februar 2009.
83. 1 2  Dyrenes Befrielsesfront: Et eksempel på politisk kultur i Danmark Arkiveret 7. august 2008 hos  Wayback Machine, opgave ved Antropologisk Institut, Københavns Universitet.
84. ↑  "Holdning til DBF". Anima.dk. Arkiveret fra originalen 27. september 2007. Hentet 25. februar 2009. Ulovlig aktivisme fjerner fokus fra de egentlige problemer og trivialiserer tonen i debatten [...] Mange års filosofisk debat har vist, at dyrerettighedsbevægelsen har alle argumenter på sin side og det er gennem disse, at dyrenes befrielse skal ske ikke ved trusler og hærværk
85. ↑  "Holdning til DBF". Anima.dk. Arkiveret fra originalen 27. september 2007. Hentet 25. februar 2009. Det er vores erfaring, at dette altid ender som journalistik, der konstruerer en diskursiv ramme, som handler om konflikt, og absolut ikke om de saglige filosofiske og videnskabelige argumenter, som motiverer lovlig politisk modstand mod udnyttelse af dyr